# Cima (Kalifornien)
Koordinaten: 35° 14′ 16″ N, 115° 29′ 57″ W

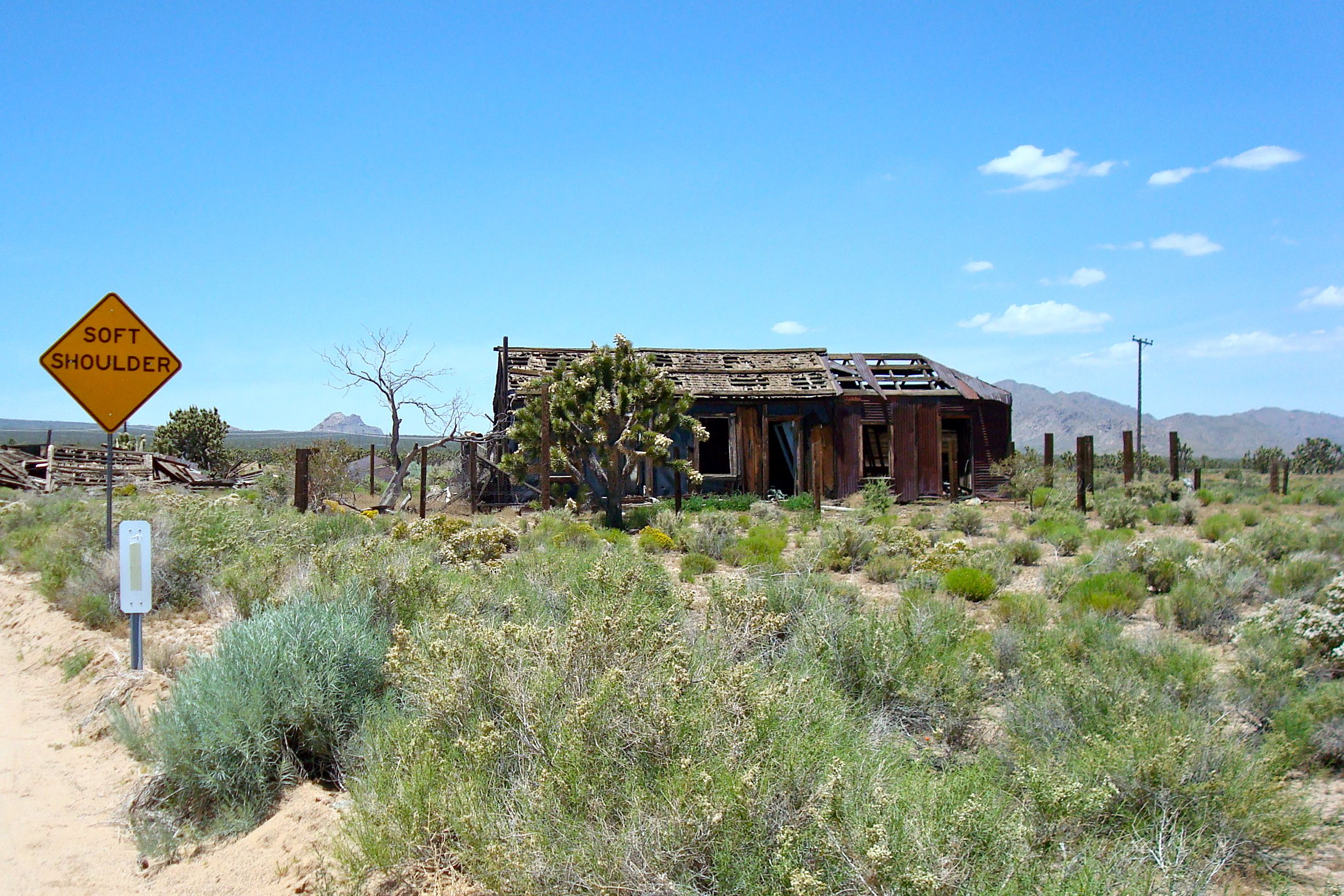
Verfallendes Gebäude in Cima

Cima ist eine Siedlung vom Typ einer unincorporated community im San Bernardino County im US-Bundesstaat Kalifornien.

## Lage
Cima liegt im südöstlichen Teil des Ivanpah Valley südlich des Interstate 15 auf einer Höhe von 1.273 Metern über dem Meeresspiegel im Herzen der Mojave National Preserve. Im Zentrum des Ortes treffen sich Morning Star Mine Road, Cima Road und Kelso-Cima-Road aufeinander und überqueren die Bahnstrecke.

## Geschichte
Das wüstenhafte Gelände diente bis zum Beginn des 20. Jahrhunderts zunächst indianischen Serrano und Mohave auf ihren Streifzügen als Zwischenstation, erst Ende des 19. Jahrhunderts ließen sich erste Siedler und Prospektoren im Gebiet von Cima nieder. Die Gründung der Ortschaft fällt – ebenso wie die der Schwesterstadt Kelso – mit dem Bau der Eisenbahnlinie der Los Angeles and Salt Lake Railroad in das Jahr 1906. Die heute von der Union Pacific Railroad betriebene Bahnlinie überwindet von Kelso kommend den Cima Hill, eine Steigung von rund 600 Metern auf einer Strecke von rund 30 Kilometer. Den Dampflokomotiven des beginnenden 20. Jahrhunderts gelang die Überwindung einer derartigen Steigung nicht ohne Hilfsmittel, weshalb in Kelso zusätzliche Lokomotiven vorgespannt werden mussten, welche von Cima aus den Rückweg antraten. Darüber hinaus diente die Siedlung als lokales Zentrum für die umliegenden Farmen und Minen. Im Gegensatz zu Kelso blieb Cima unbedeutend, trotz dessen wurde dem Ort 1963 noch eine eigene Postleitzahl zugeordnet (92323), das Postamt des United States Postal Service ist bis heute in Betrieb. Im ausgedehnten Einzugsgebiet dieses Postamts wohnten zum Zeitpunkt der letzten Volkszählung 2000 21 Einwohner. Man kann Cima heute als Geisterstadt bezeichnen, da der Großteil der Gebäude in der Ortslage heute unbewohnt und in Verfall begriffen ist.